# Aqua Kids
Aqua Kids (アクアキッズ?) è una serie anime realizzata dalla Cinepix e apparsa sugli schermi di TV Tokyo fra l'aprile 2004 e settembre dello stesso anno. La serie veniva trasmessa il giovedì alle 18.00 del pomeriggio, e aveva una durata di circa 30 minuti ad episodio. Aqua Kids ha preso il posto di un'altra serie chiamata Pluster World ma in seguito la serie venne sostituita da Onmyou Taisenki.
Dalla serie è stato tratto un videogioco, dal titolo omonimo.

## Sigle
Sigla iniziale giapponese
- "PRAIZE" interpretata da FAKE

Sigla finale giapponese
- 冒険者たち (Boukensha-tachi?) interpretata da Kohei Dojima

## Episodi
| Nº | Giapponese 「Kanji」 - Rōmaji                                                         | In onda           | In onda |
| Nº | Giapponese 「Kanji」 - Rōmaji                                                         | Giapponese        |         |
| 1  | 「バナナビーチでお宝発見！」 - bananabichi deo takara hakken!                         | 1º aprile 2004    |         |
| 2  | 「洞窟でドッキリ！」 - dōkutsu de dokkiri!                                            | 8 aprile 2004     |         |
| 3  | 「アークの呪いでビックビク！」 - aku no noroi de bikkubiku!                           | 15 aprile 2004    |         |
| 4  | 「情報モレモレ！犯人ダレダレ？」 - jōhō moremore! hannin daredare?                    | 22 aprile 2004    |         |
| 5  | 「大海流ビュンビュンビュン！」 - taikai ryū byunbyunbyun!                             | 29 aprile 2004    |         |
| 6  | 「海のジャングル鬼ごっこ」 - umi no janguru oni gokko                                 | 6 maggio 2004     |         |
| 7  | 「ファイティング！ポポ」 - faiteingu! popo                                            | 13 maggio 2004    |         |
| 8  | 「どこどこドコドコ宝どこ？」 - dokodoko dokodoko takara doko?                         | 20 maggio 2004    |         |
| 9  | 「ダラー反撃！ニンジャ出撃！」 - dara hangeki! ninja shutsugeki!                      | 27 maggio 2004    |         |
| 10 | 「あれな～んだ？敵な～んだ！」 - arena ~ nda? teki na ~ nda!                          | 3 giugno 2004     |         |
| 11 | 「バナナビーチでフェスティバル～」 - bananabichi de fesuteibaru ~                     | 10 giugno 2004    |         |
| 12 | 「ダラーの罠でヒッヤヒヤ！」 - dara no wana de hiyyahiya!                             | 17 giugno 2004    |         |
| 13 | 「アークの扉、ひーらいた！」 - aku no tobira, hi raita!                               | 24 giugno 2004    |         |
| 14 | 「かわいいコには旅させて大作戦！」 - kawaii ko niha tabi sasete daisakusen!           | 1º luglio 2004    |         |
| 15 | 「無敵強敵やっぱ敵!? ギワクの船長！」 - muteki kyōteki yappa teki!? giwaku no senchō! | 8 luglio 2004     |         |
| 16 | 「登場！ ハードボイルドおねーさん！」 - tōjō! hadoboirudo one san!                    | 15 luglio 2004    |         |
| 17 | 「ドッキリビックリゴーストタウン！」 - dokkiribikkurigosutotaun!                      | 22 luglio 2004    |         |
| 18 | 「カモメで卵RUN！」 - kamome de tamago RUN!                                           | 29 luglio 2004    |         |
| 19 | 「海賊船でバイキング！」 - kaizokusen de baikingu!                                    | 5 agosto 2004     |         |
| 20 | 「ブンブン！モスキートパニック！」 - bunbun! mosukitopanikku!                         | 12 agosto 2004    |         |
| 21 | 「この木ナンの木？ヒト喰う気！？」 - kono ki nan no ki? hito kū ki!?                  | 19 agosto 2004    |         |
| 22 | 「出た！ジャイアント海坊主！」 - deta! jaianto umi bōzu!                              | 26 agosto 2004    |         |
| 23 | 「フシギ まぼろしデンジャラスゾーン！」 - fushigi maboroshi denjarasuzon!             | 2 settembre 2004  |         |
| 24 | 「島のまんなか ハッスルハッスル！」 - shima nomannaka hassuruhassuru!                 | 9 settembre 2004  |         |
| 25 | 「まわってまわって大決戦！」 - mawattemawatte dai kessen!                             | 16 settembre 2004 |         |
| 26 | 「みんなちょっと大人になった！」 - minnachotto otona ninatta!                         | 23 settembre 2004 |         |